# Runn
Runn is een meer in de Zweedse provincie Dalarnas län.
Het meer heeft een oppervlakte van 68 km² en is daarmee na Siljan het grootste meer van Dalarna. Het meer is maximaal 32 meter diep. Het meer ligt 107 meter boven de zeespiegel.

## Lijst met eilanden in Runn
- Dejstolen
- Granö
- Hinsnorsön
- Hjärtklack
- Hällmansö
- Lövö
- Nordanö
- Rostö
- Stabergs ö
- Stora Melpad
- Tjuvön
- Tyskö
- Uddnäs ö

## Schaatsen
Elk jaar wordt tijdens de Runn Winterweek een alternatieve Elfstedentocht op natuurijs georganiseerd. Henri Ruitenberg stond aan de basis van deze 'Alternatieve'. De tocht op het Runnmeer stond twaalf jaar lang ook op de grand prix kalender van de marathonschaatsers, maar is sinds 2017 van de troon gestoten door het noordelijker gelegen Luleå (stad). De tocht wordt nu elk jaar door enkele tientallen schaatsers verreden. In verschillende edities haalde ruim de helft van de deelnemers de eindstreep niet.
Op het Runnmeer is in de winter het grootste aantal kilometers aan geveegde schaatsbaan op natuurijs van Europa te vinden.